# Nerlens Noel
Nerlens Noel (Malden, 10 de abril de 1994) é um jogador norte-americano de basquete profissional que atualmente está sem clube.
Sua carreira no basquete universitário terminou em sua primeira temporada com uma ruptura do ligamento cruzado anterior (LCA) na Universidade de Kentucky. Noel foi selecionado pelo New Orleans Pelicans como a sexta escolha geral no Draft da NBA de 2013. Seus direitos foram posteriormente negociados com o Philadelphia 76ers.

## Carreira no ensino médio

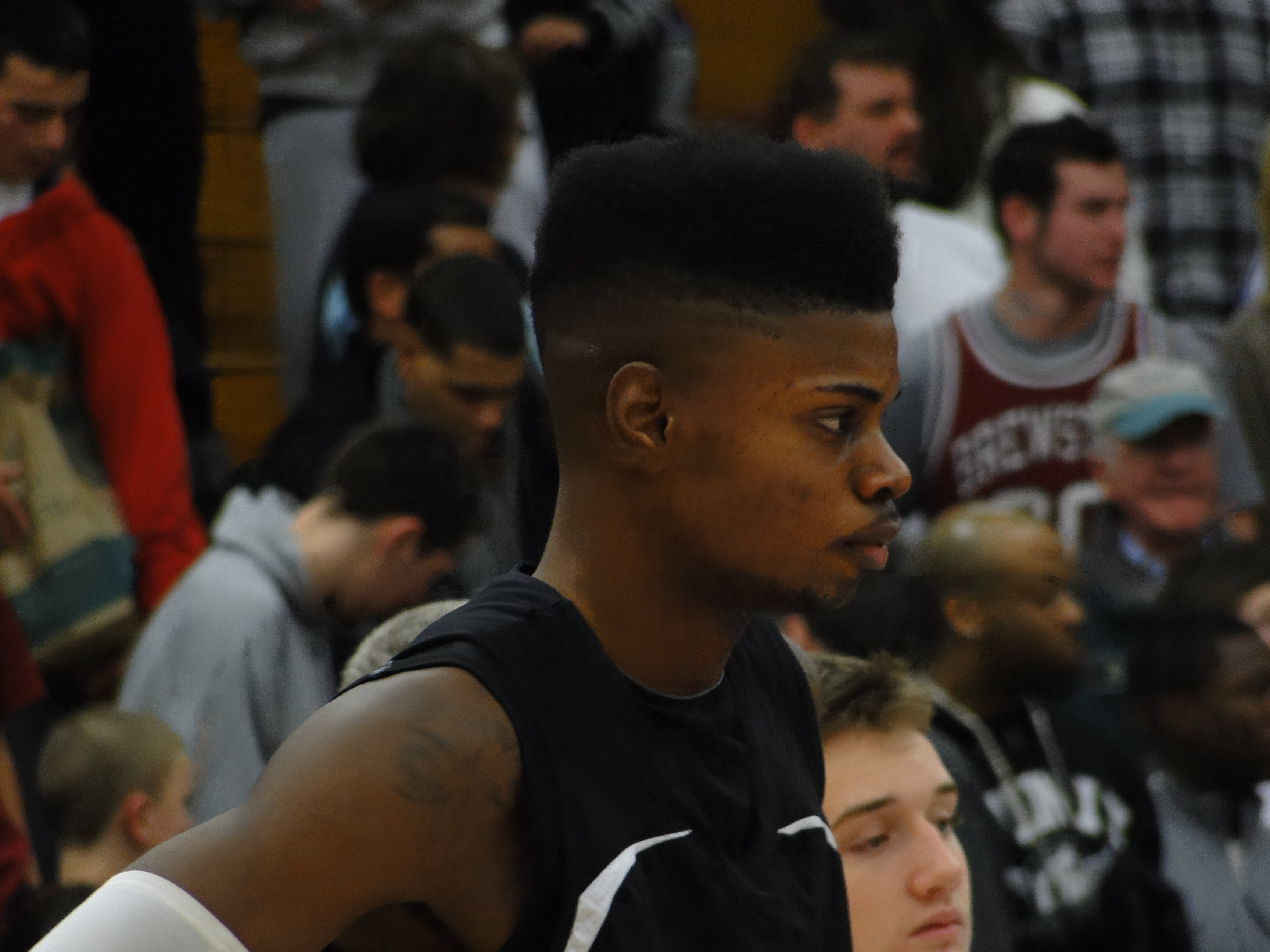
Noel no Hoop Hall Classic em 2011

Nascido em Malden, Massachusetts, filho de pais imigrantes haitianos, Noel passou os primeiros dois anos do ensino médio na Everett High School. Após seu segundo ano, ele se transferiu para a Tilton School em Tilton, New Hampshire. Noel originalmente fazia parte da turma de 2013, mas foi reclassificado para a turma de recrutamento das universidades de 2012. Noel teve médias de 12,6 pontos, 7,2 rebotes e 3,9 bloqueios em seu último ano.
Ele foi classificado como o melhor jogador na classe de 2012 pela ESPN e pela Scout.com e o jogador 2º melhor jogador pelo SLAM. Noel foi selecionado para jogar no Nike Hoop Summit de 2012 e no Jordan Brand Classic de 2012. Pouco antes de sua formatura no ensino médio, um artigo no New York Times descreveu Noel como um dos melhores bloqueadores de arremessos de sua geração, embora também tenha sido descrito como tendo habilidades ofensivas não refinadas.
| Informação de recrutamento | Informação de recrutamento                       | Informação de recrutamento | Informação de recrutamento | Informação de recrutamento | Informação de recrutamento |
| Nome | Cidade Natal                                     | Escola/Universidade        | Altura                     | Peso                       | Data da revisão            |
| --- | ------------------------------------------------ | -------------------------- | -------------------------- | -------------------------- | -------------------------- |
| Nerlens Noel C | Everett, Mass                                    | The Tilton School          | 2.08 m                     | 98 kg                      | 11 de abril de 2012        |
| Nerlens Noel C | Recrutamento: Rivais: Scout: 247sports: ESPN: 98 |                            |                            |                            |                            |
| Classificação geral de novatos: Scout: 1º \| Rivals: 2º \| ESPN: 1º |                                                  |                            |                            |                            |                            |
| Nota: Em muitos casos, Scout, Rivals, 247Sports e ESPN podem entrar em conflito em suas listas de altura e peso, nestes casos, a média foi obtida. A ESPN mede os calouros numa escala de 0 a 100. Fonte: |                                                  |                            |                            |                            |                            |

## Carreira universitária

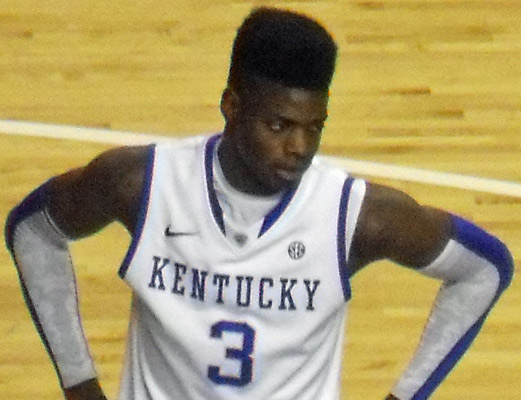
Noel em um jogo do Kentucky Wildcats em 2012

Depois de deliberar entre vários programas de basquete universitário de elite, Noel decidiu em abril de 2012 que iria para a Universidade de Kentucky. Ele fez seu compromisso verbal revelando o logotipo de UK raspado na nuca em rede nacional de televisão. Como Noel era bem conhecido por suas habilidades de bloqueio, os fãs e a mídia tinham grandes expectativas de que ele ocupasse o lugar de Anthony Davis, que acabara de liderar o Kentucky Wildcats a um título nacional na temporada anterior, foi o Jogador Nacional do Ano na NCAA e estabeleceu um recorde de tocos em uma temporada como calouro de Kentucky e da NCAA com 186.
Em seu terceiro jogo em 16 de novembro de 2012, Noel registrou 15 pontos, 7 rebotes, 4 assistências, 1 bloqueio e 4 roubos de bola contra Lafayette. Em 12 de janeiro de 2013, embora Kentucky tenha perdido o jogo contra Texas A&M, Noel registrou 15 pontos, 11 rebotes, 7 bloqueios, 6 assistências e 4 roubos de bola.
Em 29 de janeiro de 2013, Noel estabeleceu o recorde de 12 bloqueios em uma vitória da equipe por 87-74 sobre Ole Miss. Embora ele tenha registrado apenas dois pontos, o técnico do Ole Miss, Andy Kennedy, disse na coletiva de imprensa após o jogo que "Noel foi a diferença no jogo e ele é uma incrível presença defensiva."
Em 12 de fevereiro de 2013, em um jogo contra o Florida Gators, Noel rasgou o ligamento cruzado anterior do joelho esquerdo após um bloqueio, forçando-o a ficar de fora pelo resto da temporada. Antes de sua lesão, foi projetado que ele seria a primeira escolha geral no Draft de 2013. Apesar de sua lesão, Noel decidiu se declarar para o Draft de 2013 em 15 de abril de 2013.
Noel recebeu muitos prêmios, incluindo o Calouro do Ano da SEC, Jogador de Defesa do Ano da SEC, Primeira Equipe da SEC e a Primeira-Equipe de Calouros da SEC.

## Carreira profissional

### Draft da NBA
No Draft da NBA de 2013, Noel foi convidado a se sentar na "sala verde", uma sala projetada para os 10-15 melhores jogadores de basquete universitários durante o draft. Ele acabou sendo selecionado com a sexta escolha geral pelo New Orleans Pelicans. Havia preocupações em torno da liga sobre seu lesão, o que pode ter feito com que ele caísse no draft.
Mais tarde naquela noite, os direitos de draft de Noel foram negociados junto com uma escolha de primeira rodada de 2014 para o Philadelphia 76ers em troca de Jrue Holiday e Pierre Jackson.

### Philadelphia 76ers (2013–2017)

#### Temporada de 2013–14
Em 12 de julho de 2013, a negociação enviando Noel para os 76ers foi finalizada. Em 24 de setembro de 2013, ele assinou um contrato de 2 anos e 6 milhões com os 76ers. Embora o plano original dos 76ers fosse ter Noel jogando durante a temporada de 2013-14, ele perdeu toda a temporada enquanto se recuperava de uma cirurgia no joelho.

#### Temporada de 2014-15

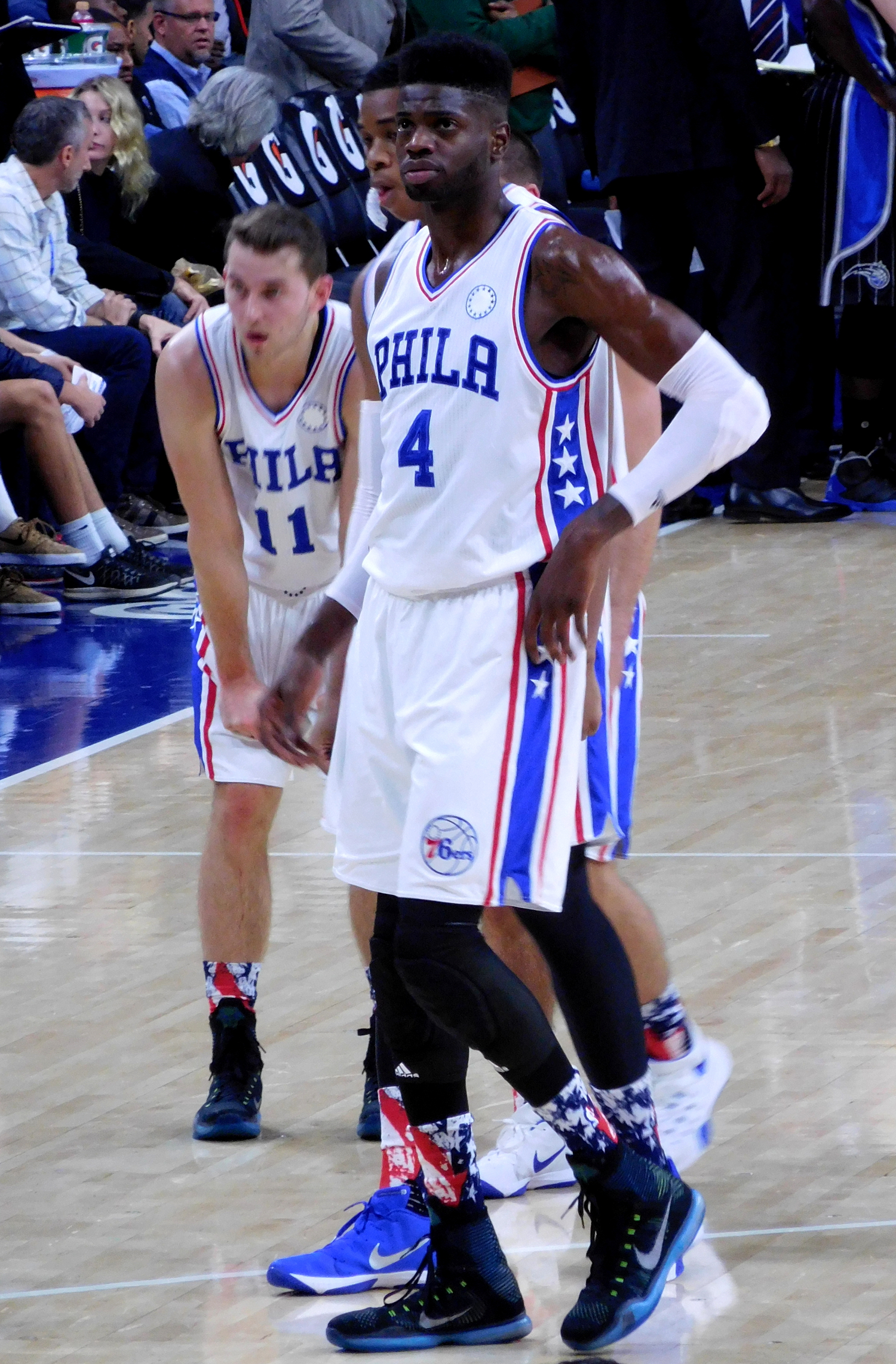
Noel nos 76ers em 2015

Em julho de 2014, Noel se juntou ao 76ers para a Summer League de 2014. No primeiro jogo da Summer League de Orlando, Noel jogou seus primeiros minutos de basquete profissional, marcando 19 pontos na derrota por 83-77 para o Orlando Magic.
Em 29 de outubro de 2014, Noel fez sua tão esperada estreia na NBA na derrota por 103-91 para o Indiana Pacers. Em pouco menos de 35 minutos como titular, ele registrou 6 pontos, 10 rebotes e 3 bloqueios. Dois dias depois, os 76ers exerceram sua opção de renovação de contrato, estendendo o contrato até a temporada de 2015-16. Mais tarde naquele dia, ele registrou 14 pontos, 10 rebotes, 3 bloqueios, 2 assistências e 1 roubo de bola na derrota para o Milwaukee Bucks. Em 30 de janeiro, ele registrou 14 pontos, 6 rebotes, 4 roubos de bola e 6 bloqueios em uma vitória por 103-94 sobre o Minnesota Timberwolves.
No Rising Stars Challenge de 2015 em 13 de fevereiro, Noel registrou 4 pontos e 4 rebotes quando o Time EUA foi derrotado pelo Team World por 121-112. Em 20 de fevereiro, ele registrou 12 pontos, 9 rebotes, 4 roubos de bola e 9 bloqueios na derrota para o Indiana Pacers. Uma semana depois, contra Washington, Noel se tornou apenas o terceiro novato dos 76ers a registrar 100 bloqueios em uma temporada.

#### Temporada de 2015–16
Em 30 de outubro de 2015, os 76ers exerceram sua opção de renovação, estendendo o contrato de Noel até a temporada de 2016-17.
Em 30 de dezembro, ele registrou 20 pontos e 9 rebotes na vitória por 110-105 sobre o Sacramento Kings. Em 11 de fevereiro, ele foi excluído do Rising Stars Challenge de 2016 devido a uma tendinite no joelho direito.

#### Temporada de 2016–17
Em 22 de outubro de 2016, Noel foi afastado por três a cinco semanas devido a uma inflamação acima do joelho esquerdo que exigiu cirurgia. Depois de passar um tempo com o Delaware 87ers da G-League no final de novembro e início de dezembro, Após perder 23 jogos, Noel fez sua estreia na temporada pelos 76ers em 11 de dezembro contra o Detroit Pistons. Ele marcou oito pontos em 10 minutos antes de deixar o jogo no segundo tempo com uma entorse no tornozelo esquerdo.
Em seu segundo jogo após a lesão, Noel teve oito minutos contra o Los Angeles Lakers. Ele expressou sua insatisfação com seu papel limitado em uma entrevista pós-jogo: "Eu não sou um jogador de oito minutos. Então, não sei do que se trata. Eu preciso estar na quadra jogando basquete”. Após um confronto contra o Brooklyn Nets em que Noel não jogou, o técnico Brett Brown anunciou que ele não participaria do rodízio regular dos 76ers no futuro previsível, ao mesmo tempo em que enfatizou que a mudança não estava relacionada aos recentes desentendimentos dele com o time. Contrariamente à declaração de Brown, Noel voltou dois jogos depois e assumiu um papel de reserva de Joel Embiid enquanto Jahlil Okafor se recuperava de uma lesão no joelho direito.
Em 24 de janeiro de 2017, ao fazer seu primeiro jogo como titular da temporada no lugar do machucado Joel Embiid, Noel registrou 19 pontos e três bloqueios na vitória por 121-110 sobre o Los Angeles Clippers.

### Dallas Mavericks (2017–2018)
Em 23 de fevereiro de 2017, Noel foi negociado com o Dallas Mavericks em troca de Justin Anderson, Andrew Bogut e uma escolha de primeira rodada de 2017. Dois dias depois, ele fez sua estreia pelos Mavericks registrando nove pontos e 10 rebotes na vitória por 96-83 sobre o New Orleans Pelicans. Em 3 de março de 2017, em sua primeira partida como titular pelos Mavericks, Noel registrou 15 pontos e 17 rebotes em uma vitória por 104–100 sobre o Memphis Grizzlies.
Em 23 de junho de 2017, os Mavericks ofereceu uma oferta de 4,1 milhões para fazer de Noel um agente livre restrito. Em 26 de agosto de 2017, ele aceitou a oferta e re-assinou oficialmente com os Mavericks. Na abertura da temporada em 18 de outubro de 2017, Noel registrou 16 pontos e 11 rebotes na derrota por 117-111 para o Atlanta Hawks.
Em 8 de dezembro de 2017, ele foi submetido a uma cirurgia para reparar um ligamento rompido em seu polegar esquerdo. Ele perdeu 42 jogos, voltando à ação em 28 de fevereiro de 2018 contra o Oklahoma City Thunder, registrando quatro pontos e três rebotes em 16 minutos em uma derrota por 111-110. Em 6 de março de 2018, ele teve 14 rebotes na vitória por 118–107 sobre o Denver Nuggets.
Em 3 de abril de 2018, ele foi suspenso sem remuneração por cinco jogos por violar os termos do Programa Antidrogas da NBA / NBPA.

### Oklahoma City Thunder (2018–2020)
Em 6 de julho de 2018, Noel assinou um contrato de dois anos e 3.7 milhões com o Oklahoma City Thunder.
Em 28 de outubro de 2018, ele registrou 20 pontos e 15 rebotes na vitória por 117-110 sobre o Phoenix Suns. Em 31 de dezembro, ele marcou 15 pontos em 15 minutos em uma vitória por 122–102 sobre o Dallas Mavericks.
Em 8 de janeiro, contra o Minnesota Timberwolves, Noel foi retirado da quadra em uma maca no terceiro quarto depois de levar uma cotovelada e bater no chão com força. Devido à concussão, ele perdeu os próximos três jogos.

### New York Knicks (2020–2022)
Em 25 de novembro de 2020, Noel assinou um contrato de um ano e US$ 5 milhões com o New York Knicks.
Em 23 de dezembro, ele fez sua estreia nos Knicks e registrou dois pontos e três rebotes na derrota por 121–107 para o Indiana Pacers. Em 15 de janeiro de 2021, Noel registrou quatro pontos, quatro rebotes e seis bloqueios em uma derrota por 106-103 para o Cleveland Cavaliers. Em 21 de março, ele teve 13 pontos e 10 rebotes em uma derrota por 101-100 para o Philadelphia 76ers. Em 5 de maio, Noel registrou cinco pontos, cinco rebotes, seis bloqueios e duas roubadas de bola em uma derrota por 113-97 para o Denver Nuggets. Depois de terminar com um recorde de 41-31, os Knicks se classificaram para os playoffs pela primeira vez desde 2013 e enfrentou o Atlanta Hawks durante primeira rodada. Em 28 de maio, Noel registrou 12 pontos, oito rebotes e três roubos de bola na derrota do Jogo 3 por 105-94. Os Knicks acabaram perdendo a série em cinco jogos.
Em 2 de agosto de 2021, Noel voltou a assinar com os Knicks em um acordo de 3 anos e US$ 32 milhões. Em 5 de novembro, ele teve 13 rebotes e quatro roubos de bola em uma vitória por 113-98 sobre o Milwaukee Bucks. Em 24 de janeiro de 2022, Noel teve 13 rebotes e duas roubadas de bola em uma derrota por 95-93 para o Cleveland Cavaliers. Ele jogou sua última partida da temporada em 7 de fevereiro e não jogou pelos Knicks durante a temporada de 2021-22 devido a fascite plantar.

### Detroit Pistons (2022–2023)
Em 11 de julho de 2022, Noel foi negociado, ao lado de Alec Burks, para o Detroit Pistons em troca de Nikola Radičević e uma escolha de segunda rodada em 2025.
Em 31 de outubro, Noel fez sua estreia nos Pistons e registrou dois pontos, quatro rebotes e duas assistências na derrota por 110-108 para o Milwaukee Bucks.

## Estatísticas da carreira

### NBA

#### Temporada regular
| Ano      | Equipe        | PJ  | PT  | MPJ  | AP   | 3P   | LL   | RT  | AS  | BR  | TO  | PPJ  |
| -------- | ------------- | --- | --- | ---- | ---- | ---- | ---- | --- | --- | --- | --- | ---- |
| 2014–15  | Philadelphia  | 75  | 71  | 30.8 | .462 | —    | .609 | 8.1 | 1.7 | 1.8 | 1.9 | 9.9  |
| 2015–16  | Philadelphia  | 67  | 62  | 29.3 | .521 | .500 | .590 | 8.1 | 1.8 | 1.8 | 1.5 | 11.1 |
| 2016–17  | Philadelphia  | 29  | 7   | 19.4 | .611 | .000 | .683 | 5.0 | 1.0 | 1.4 | .9  | 8.9  |
| 2016–17  | Dallas        | 22  | 12  | 22.0 | .575 | —    | .708 | 6.8 | .9  | 1.0 | 1.1 | 8.5  |
| 2017–18  | Dallas        | 30  | 6   | 15.7 | .524 | .000 | .750 | 5.6 | .7  | 1.0 | .7  | 4.4  |
| 2018–19  | Oklahoma City | 77  | 2   | 13.7 | .587 | —    | .684 | 4.2 | .6  | .9  | 1.2 | 4.9  |
| 2019–20  | Oklahoma City | 61  | 7   | 18.5 | .684 | .333 | .755 | 4.9 | .9  | 1.0 | 1.5 | 7.4  |
| 2020–21  | New York      | 64  | 41  | 24.2 | .614 | .000 | .714 | 6.4 | .7  | 1.1 | 2.2 | 5.1  |
| 2021–22  | New York      | 25  | 11  | 22.5 | .533 | .000 | .700 | 5.6 | .9  | 1.2 | 1.2 | 3.4  |
| Carreira | Carreira      | 450 | 219 | 21.7 | .567 | .138 | .688 | 6.0 | 1.0 | 1.2 | 1.3 | 7.0  |

#### Playoffs
| Ano      | Equipe        | PJ | PT | MPJ  | AP   | 3P   | LL   | RT  | AS | BR | TO | PPJ |
| -------- | ------------- | -- | -- | ---- | ---- | ---- | ---- | --- | -- | -- | -- | --- |
| 2019     | Oklahoma City | 5  | 0  | 12.0 | .600 | —    | .000 | 3.8 | .0 | .4 | .6 | 4.8 |
| 2020     | Oklahoma City | 7  | 0  | 13.9 | .471 | .000 | .500 | 4.1 | .4 | .3 | .7 | 3.0 |
| 2021     | New York      | 5  | 2  | 18.4 | .500 | —    | .813 | 4.0 | .2 | .8 | .6 | 4.6 |
| Carreira | Carreira      | 17 | 2  | 14.7 | .523 | .000 | .437 | 3.9 | .2 | .5 | .6 | 4.1 |

### Universitário
| Ano     | Equipe   | PJ | PT | MPJ  | AP   | 3P | LL   | RT  | AS  | BR  | TO  | PPJ  |
| ------- | -------- | -- | -- | ---- | ---- | -- | ---- | --- | --- | --- | --- | ---- |
| 2012–13 | Kentucky | 24 | 24 | 31.9 | .590 | —  | .529 | 9.5 | 1.6 | 2.1 | 4.4 | 10.5 |

Fonte:

## Vida pessoal
Os pais de Noel migraram do Haiti em 1990. Ele tem dois irmãos mais velhos e uma irmã mais nova; os dois irmãos mais velhos de Noel jogaram futebol americano na Divisão I da NCAA. Seu irmão mais velho, Jim, jogou pelo Boston College, enquanto Rodman jogou pelo North Carolina State.